# В самом центре мира
«В самом центре мира» — первый официальный студийный альбом московской группы «Солнце Лауры». Отмечен редким для современных молодых групп русского рока соединением ярких пост-панковых песен, коротких инструменталов с мелодекламационным чтением стихов и развернутых психоделических композиций с хором и оркестром. Большое внимание также уделено оформлению диска в лучших традициях классических концептуальных альбомов прогрессивного рока.

## История создания
После выпуска сборника демозаписей «Последнее танго в Париже», в 2007 году группа «Солнце Лауры» приступила к записи первого профессионального альбома. Запись в основном велась в студии «Вечность пахнет нефтью» (ДК нефтеперерабатывающего завода, Капотня), а также в студиях Дмитрия Доброго (известного по работе с группами «Звери», «Тараканы!» и певицей Линдой), Евгения Ефимова и Алексея Уколова. «Психоделический оркестр» для композиции «Мост» был записан в домашней студии гитариста Дениса Зарубина.
В интервью газете «Вечерняя Москва» лидер группы и автор песен Дмитрий Синдицкий признался, что группа не смогла сразу записать альбом из-за неправильного планирования времени и бюджета.
Запись была завершена в конце 2009 года. В процессе работы диск получил название «В самом центре мира», по одной из центральных композиций. Выпуску альбома предшествовал выход сингла «Хочется жить», включавшего три альбомных трека в альтернативных вариантах сведения и три би-сайда (песню «Жизнь», не попавшую в альбом, и две концертные записи).

Концепция от первой задумки, конечно, сильно изменилась. Предварительно альбом носит название «Эмпатия», что, в общем-то, отражает его наполнение. Первый альбом, конечно, очень важен для любой группы, это как первый ребенок. Хочется, чтобы он был услышан. В особенности своими.
Димка Сиди_бу в интервью «Вечерней Москве»

Альбом «В самом центре мира» был выпущен в январе 2010 года. Презентации состоялись 23 января 2010 года в Москве, 21 февраля в Санкт-Петербурге. Песня «Хочется жить» попала в ротацию радиостанций Radio Maximum и Наше Радио.

## Список композиций
Слова и музыка всех песен — Дмитрий «Димка Сиди бу» Синдицкий.
| №   | Название              | Длительность |
| --- | --------------------- | ------------ |
| 1.  | «Калитка»             | 0:15         |
| 2.  | «Детство»             | 3:26         |
| 3.  | «Хочется жить»        | 3:46         |
| 4.  | «Время»               | 3:40         |
| 5.  | «Короткие встречи»    | 1:28         |
| 6.  | «Снег»                | 3:33         |
| 7.  | «Само собой»          | 4:18         |
| 8.  | «В самом центре мира» | 4:23         |
| 9.  | «Мост»                | 10:54        |
| 10. | «Как это бывает»      | 1:06         |
| 11. | «Нам по пути»         | 3:13         |
| 12. | «Земля»               | 4:18         |
| 13. | «Слушая песню ветра»  | 6:02         |
| 14. | «Песня ветра»         | 1:21         |

## Участники записи
- Дмитрий «Димка Сиди бу» Синдицкий — голос, гитара (2-4, 6-8, 11-14), перкуссия (6, 8, 13)
- Антон Андреев — ударные (все, кроме 4, 9, 13, 14)
- Виталий Мелентий — ударные (4, 9, 13, 14)
- Денис Зарубин — гитары (4-9, 12-14)
- Павел Зайцев — гитары (3)
- Максим Карпенко — бас-гитара (4, 6, 7, (, 11, 12), безладовый бас (13, 14), гитары (4, 6, 7, 9)
- Павел Панасюк — бас-гитара (2, 3)
- Лев Карелин — бас-гитара (8), гитары (2)
- Константин Сахаров — электропиано (13, 14)
- Павел Каюшкин — клавиши (6, 7, 9, 11-13)
- Психоделический оркестр и хор Московской государственной консерватории им. П. И. Чайковского — скрипки, голоса (9)

## О записи
Записано преимущественно в студии под кодовым названием «Вечность пахнет нефтью» (ДК нефтеперерабатывающего завода, Капотня), а также в студиях Дмитрия Доброго (2), Евгения Ефимова (1, 10), домашних студиях Алексея Уколова (гитары в 6, 8, 12) и Дениса Зарубина (оркестр 9)
Все песни — Дмитрий «Димка Сиди бу» Синдицкий

Аранжировки — Солнце Лауры
Сведено Максимом Карпенко, Павлом Каюшкиным при участии группы Солнце Лауры, кроме 2 — Дима Добрый, 3, 10 — Евгений Ефимов

Мастеринг — Евгений Ефимов, Максим Карпенко
Фото — Дмитрий «Димка Сиди бу» Синдицкий, Даша Кирьянова, Ирина Панасюк, Лена Воропаева, Наталья Захарова, Осип Черкасов, и из архивов группы

Неоценимая помощь в оформлении обложки — Серж Чуйков
Во время рекорд-сессий альбома была также записана программная песня «Солнце Лауры», однако, по словам Синдицкого, «в момент, когда альбом был готов, про эту песню все почему-то напрочь позабыли». Оригинал был обнаружен только в 2012 году и включен бонус-треком в следующий альбом «Все, что с нами происходит».

## Оценки
Андрей Бухарин в российском издании журнала Rolling Stone удостоил альбом трёх звёзд, отметив «приверженность группы заветам русского рокандеграунда» и «близость к Егору Летову и „Гражданской обороне“», выразившуюся как в сильных сторонах альбома, так и в его недостатках.

## Интересные факты
- Вместо текста композиции «Короткие встречи» в буклете помещен рисунок Даши Васюковой с таким же названием.
- Большинство фотографий в буклете (в том числе и психоделическая «Четыре всадника Апокалипсиса») сделаны в Кисловодске и его окрестностях.